# Eois semirosea
Eois semirosea là một loài bướm đêm trong họ Geometridae.